# Caviide
Caviidele (Caviidae) sau cobaii sunt o familie de mamifere rozătoare (Rodentia) terestre cu corpul robust care au patru degete pe picioarele anterioare și trei pe cele posterioare. Coada este vestigială. Dinții jugali sunt hipsodonți. Caviidele sunt larg răspândite în America de Sud. Sunt cunoscute 19 specii incluse în 6 genuri, printre care cobaii (Cavia), mara (Dolichotis), cobaii de stâncă (Kerodon) și capibara (Hydrochoerus).